# Cecil Lake
Cecil Lake (ur. 22 listopada 1965) – montserracki piłkarz grający na pozycji bramkarza, reprezentant Montserratu oraz trener piłkarski.
Podczas eliminacji do Mistrzostw Świata w 2002 roku, Lake reprezentował Montserrat w dwóch spotkaniach; w pierwszym z nich, jego reprezentacja uległa reprezentacji Dominikany 0-3. W meczu rewanżowym, Dominikana znów pokonała reprezentację Montserratu.
W latach późniejszych, Lake pełnił funkcję trenera reprezentacji Montserratu w piłce nożnej.